# Cabean (Bulu)
Cabean is een bestuurslaag in het regentschap Rembang van de provincie Midden-Java, Indonesië. Cabean telt 1119 inwoners (volkstelling 2010).